# James Jamerson
James Lee Jamerson (29 de janeiro de 1936 – 2 de agosto de 1983) foi um baixista americano. Ele foi o baixista de muitas músicas de sucesso da gravadora norte-americana Motown nos anos 60 e 70. Atualmente é reconhecido como um dos melhores baixistas de todos os tempos e um dos mais influentes. Em 2000, ele foi incluído no Rock and Roll Hall of Fame.
Ele é pai do também baixista James Jamerson Jr.

## Biografia
Nativo de Edisto (perto de Charleston), Carolina do Sul, Jamerson se mudou com sua mãe para Detroit, Michigan. Aprendeu a tocar contrabaixo na Northwestern High School, e ele logo começou a tocar em Detroit, na área de blues e jazz.

### Anos da Motown
Jamerson continuou se apresentando em clubes de Detroit depois de se formar no colegial, e sua reputação cada vez mais sólida começou a oferecer-lhe oportunidades para sessões em vários estúdios de gravação locais. A partir de 1959, ele encontrou trabalho estável em Hitsville, EUA, no estúdio de Berry Gordy, casa da gravadora Motown. Lá, ele se tornou um membro de um núcleo de músicos de estúdio que informalmente se chamavam The Funk Brothers. Este grupo pequeno e coeso de músicos tocou na grande maioria das gravações da Motown durante a maior parte da década de 1960. As primeiras sessões de Jamerson na Motown foram realizadas em contrabaixo, mas na década de 1960 ele passou a usar um baixo elétrico Fender Precision.
Como Jamerson, a maioria dos outros Funk Brothers foram os músicos de jazz que tinham sido recrutados por Gordy. Por muitos anos, eles mantiveram uma agenda típica de gravação durante o dia na pequena garagem da Motown "Studio A" (que eles apelidaram de "Snakepit"), em seguida, fazendo shows em clubes de jazz à noite. Eles também, ocasionalmente, fizeram tour pelos EUA com artistas da Motown. No entanto, para a maior parte de sua carreira, os membros dos Funk Brothers não foram creditados em singles e álbuns da Motown, e seu salário era consideravelmente menor do que os artistas ou o rótulo recebido. Eventualmente Jamerson foi colocado no retentor com a Motown para mil dólares por semana, que ele e sua família cada vez maior tivessem uma vida confortável.
A discografia de Jamerson na Motown teve sucesso na música soul, da década de 1960 à década de 1970. Seu trabalho inclui sucessos da Motown, como, entre centenas de outros, "Shotgun" por Jr. Walker & the All Stars, "For Once In My Life", "I Was Made To Love Her", de Stevie Wonder (às vezes dito como sendo composição de Carol Kaye. Ms Kaye afirma que tocou na regravação da mesma música pelos Beach Boys: na verdade, ela não estava em nenhuma das duas), "Going to a Go-Go", do The Miracles, "My Girl" por The Temptations, "Dancing in the Street", de Martha and the Vandellas, "I Heard It Through the Grapevine", de Gladys Knight and the Pips, e mais tarde por Marvin Gaye, e a maior parte do álbum "What's Going On" por Marvin Gaye, "Reach Out I'll Be There" e "Bernadette" pelos Four Tops, e  "You Can't Hurry Love" por The Supremes. De acordo com os colegas dos Funk Brothers no documentário de 2002, Standing in the Shadows of Motown, Gaye estava desesperado para Jamerson tocar em "What's Going On", e foi para vários bares para encontrar o baixista. Quando encontrou, ele trouxe Jamerson para o estúdio, que em seguida, tocou a linha de baixo clássica enquanto estava deitado de costas no chão. Ele relatou ter tocado em cerca de 95% das gravações da Motown entre 1962 e 1968. Jamerson tocou em quase 30 hits do topo das paradas, superando o recorde comumente atribuído aos Beatles. Nas paradas de R & B, cerca de 70 de suas performances foram para o topo.

#### Estilo e influência
Jamerson é conhecido por expandir o estilo musical e o papel de tocar baixo na música popular da época, o que (nos anos 50 e nos anos 60 estilos de R & B, rock and roll, e country), em grande parte era composta de notas de raiz, quintas e padrões repetitivos simples. Por outro lado, muitas das linhas de baixo de Jamerson se basearam fortemente em corridas cromáticas, síncope, notas fantasmas e inversões, com uso frequente de cordas abertas. Seu modo de tocar o baixo ágil foi considerado como parte integrante do "Som da Motown". Ele transcendeu a "linha de baixo" padrão e criou um dueto melódico com o cantor, mas ainda muito relacionada com a bateria. Baixistas proeminentes que alegaram Jamerson como uma influência primária incluem: Francis "Rocco" Prestia,  Bernard Odum, Bootsy Collins, Abraham Laboriel, Pino Palladino, Alan Gorrie, Rick Danko, Anthony Jackson, Jack Bruce, John Entwistle, Bernard Edwards, Jason Newsted, Jaco Pastorius, Verdine White, John Patitucci, John Paul Jones, Robert DeLeo, Mike Watt, Billy Sheehan, Joel Shipp, Geddy Lee, Victor Wooten, Paul McCartney, Mike Mills, Suzi Quatro, Matt Noveskey, Tommy Shannon, Matt Rubano, Phillip Chen eMichael "Flea" Balzary do Red Hot Chili Peppers

### Carreira pós-Motown
Pouco depois que a Motown mudou sua sede para Los Angeles, Califórnia, em 1972, Jamerson se mudou para lá e encontrou um trabalho ocasional em um estúdio, mas sua relação com a Motown terminou oficialmente em 1973. Ele tocou em sucessos dos anos 70, como "Rock the Boat" (Hues Corporation), "Boogie Fever" (The Sylvers), e "You Don't Have To Be A Star (To Be In My Show)" (Marilyn McCoo e Billy Davis, Jr.) e também tocou no álbum Pressure Drop, de Robert Palmer. O estilo de Jamerson caiu em desgraça com os produtores locais e encontrou-se relutante em experimentar coisas novas. Na década de 80, ele foi incapaz de encontrar qualquer trabalho sério como músico.
Com um histórico de problemas pelo alcoolismo, Jamerson morreu de complicações decorrentes de cirrose hepática, insuficiência cardíaca e pneumonia em 2 de agosto de 1983 em Los Angeles com a idade de 47. Ele deixou uma esposa, Anne, três filhos, James Jamerson Jr., Ivey (Joey), e Derek, e uma filha Doreen. Ele foi enterrado no histórico cemitério de Woodlawn em Detroit na avenida de Woodward.

## Reconhecimento
James Jamerson (como é o caso com os outros Funk Brothers) recebeu pouco reconhecimento formal por suas contribuições ao longo da vida. Não foi até 1971, quando foi reconhecido como "o incomparável James Jamerson" na manga de Marvin Gaye em "What's Going On", porque seu nome sequer apareceu em um grande lançamento Motown.
Jamerson foi o tema de um livro 1989 por Allan Slutsky (conhecido como "Dr. Licks") intitulado Standing in the Shadows of Motown. O livro inclui uma biografia de Jamerson, algumas dezenas de transcrições de suas linhas de baixo, e dois CDs em que 26 conhecidos internacionalmente baixistas profissionais (como Pino Palladino, John Entwistle, Will Lee, Chuck Rainey, e Geddy Lee) falam sobre Jamerson e tocam essas transcrições. A história de Jamerson também foi destaque no posterior filme documentário de 2002 com o mesmo título.
Em 1999, Jamerson foi premiado com um busto no Guitar Center Hollywood Rock Walk.
Em 2000, Jamerson foi introduzido no Rock and Roll Hall of Fame, parte do primeiro grupo de "acompanhantes de músicos" a ser tão honrado.
Em 2003, houve uma festa dois dias intitulado "Voltando para as raízes", que foi organizado pela Iniciativa Charleston de Jazz e Avery Research Center of The College of Charleston.
Em 2004, os Funk Brothers foram homenageados com um Grammy Lifetime Achievement Award.
Em 2007, Jamerson, junto com os outros Funk Brothers, foi introduzido no Musicians Hall of Fame, em Memphis, Tennessee.
Em 2008, James Jamerson foi premiado com o Gullah / Geechee Ungido Spirit Award.
Em 2009, Jamerson foi introduzido no Hall da Fama da Fender. Entre os palestrantes, estava seu lendário companheiro baixista da Motown e amigo, Bob Babbitt.
Em 2009, Jamerson recebeu uma resolução do SC Câmara dos Deputados.
Em 2012, Jamerson recebeu o Hartke, Zune, Samson 2012 International Bassist Award
Em 2013, ele, juntamente com os Funk Brothers receberam a sua estrela na Calçada da Fama de Hollywood.
Em 2014, Jamerson recebeu uma resolução do estado da Carolina do Sul Senado.

## Equipamento de Jamerson
O contrabaixo de James Jamerson foi um baixo acústico alemão que ele comprou quando era adolescente e mais tarde utilizado em sucessos da Motown como "My Guy", de Mary Wells e "(Love Is Like a) Heat Wave", de Martha and the Vandellas.
Jamerson usava principalmente o baixo Fender Precision, mas é sabido que possuía um Fender Bass V e um Hagström de 8 cordas, mais tarde em sua carreira.
Seu primeiro baixo elétrico foi um 1957 Precision Bass, refinado em preto, com o escudo dourado e escala de maple, apelidado de "Black Beauty". Esse baixo foi um presente de seu colega baixista Horace "Chili" Ruth. Na década de sessenta, o baixo foi roubado.
Depois que seu 1957 Precision Bass foi roubado, ele adquiriu um 1962 Fender Precision Bass, que foi apelidado de "The Funk Machine". Tinha um acabamento de três tons sunburst, um escudo tortoise, escala de rosewood e capas de captador e ponte (este último contendo um pedaço de espuma sob as cordas usada para amortecer e sustentar e alguns tons). Ele cravou no baixo, com caneta esferográfica, a palavra "funk". Normalmente, deixava os potenciômetros de volume e tom totalmente abertos. Este instrumento também foi roubado, poucos dias antes da morte de Jamerson em 1983. Até o momento, não foi encontrado.
James Jamerson usava cordas flatwound heavy-gauge (.052–.110) que supostamente nunca foram substituídas, a menos que uma corda quebrasse. Ele particularmente não cuidava do instrumento, como ele declarou: "A sujeira mantém o funk", e é possível que o braço tenha empenado, como muitos alegam que impossibilita a tocabilidade. Enquanto isso normalmente é preocupante, Jamerson acreditava que melhorou a qualidade do som. No início dos anos 70, um produtor tentou modernizar o som de James Jamerson, pedindo o baixista para mudar suas cordas flatwound para cordas graves roundwound de sonoridade brilhante. Jamerson recusou educadamente.
Um aspecto do modo de tocar contrabaixo de James Jamerson, que transitou para o baixo elétrico foi o fato de que ele utilizava apenas o dedo indicador direito no modo pizzicato, ao mesmo tempo apoiando os 3 e 4 dedos na capa de captador. Dedo indicador de Jamerson até ganhou seu próprio apelido: "The Hook". Outro aspecto do modo de tocar de Jamerson foi o uso de cordas abertas, uma técnica muito utilizada por baixistas de jazz, para girar em torno do braço da guitarra, que serviu para dar suas linhas um sentimento fluido.
Seu amplificador em apresentações em clubes foi um Ampeg B-15; em espaços maiores, ele usou um Naugahyde Kustom azul com duplos alto-falantes de 15 watts. Em ambos, o baixo tipicamente ficou no volume máximo e os agudos ficaram mais graves. Na maioria de suas gravações de estúdio, seu baixo foi conectado diretamente a uma mesa de mixagem customizada, juntamente com as guitarras de Eddie Willis, Robert White e Joe Messina. Ele ajustou o console para que seu som ficasse um pouco distorcido e tivesse um tubo de compressão suave.